# Fawzi Bashir
Pour les articles homonymes, voir Bashir.
Fawzi Bashir, de son nom complet Fawzi Bashir Rajab Bait Doorbeen (arabe : فوزي بشير), est un footballeur omanais, né le 6 mai 1984 à Salalah en Oman.

## Palmarès

### En club
- Al-Nasr :
  - Champion d'Oman en 2004
  - Vainqueur de la Coupe d'Oman en 2001 et 2003
  - Finaliste de la Coupe d'Oman en 2000 et 2002
  - Finaliste de la Supercoupe d'Oman en 2002

- Al-Qadsia :
  - Vainqueur de la Coupe du Koweït en 2007

- Al-Gharafa :
  - Champion du Qatar en 2008

### En sélection nationale
- Vainqueur de la Coupe du Golfe en 2009
- Finaliste de la Coupe du Golfe en 2004 et 2007